# Shikabane Hime
Shikabane Hime (屍姫?  La princesa cadáver) es una serie de manga escrita e ilustrada por Yoshiichi Akahito. Fue publicada por Monthly Shōnen Gangan desde 12 de abril de 2005 hacia 12 de agosto de 2014, la serie está centrada en Makina Hoshimura, una chica inmortal creada para matar a los shikabane (muertos vivientes que regresan de la muerte por su apego a algo del mundo terrenal) y que debe acabar con 108 de ellos antes de poder entrar al cielo. Después de ser asesinada junto con su familia es utilizada por el clan Kougon como un arma para destruir a los Shikabane.
Feel y Gainax realizan juntos la adaptación del manga en una serie de anime de dos temporadas de 13 episodios cada una. La primera temporada, Aka, se estrenó en AT-X el 2 de octubre de 2008 y la segunda temporada, Kuro, se estrenó el 1 de enero de 2009.

## Personajes
- Hoshimura Makina: Chica que fue asesinada junto con su familia por un grupo de shikabanes llamado Shichisei, el apego por el que se volvió shikabane fue el deseo de venganza, en cuanto el grupo Kougon la encuentra deciden llamar a Keisei pues es el único que ya posee un lazo con Makina, en ese momento Keisei se volvió su sacerdote contratista.sus armas son dos metralletas Ingram

- Kagami Oori: Keisei lo encontró a la edad de 3 años y lo adoptó como su hermano. En el desarrollo de la historia él es un joven de 16 años que ve a la muerte como algo natural y a las shikabanes himes como humanas normales, tiene un interés especial hacia Makina y Minai. Oori se convierte en el sacerdote contratista de Makina al morir su hermano en una batalla, sin embargo él nunca fue entrenado como sacerdote del culto Kougon, por lo que estuvo a punto de morir al transmitirle su Run (energía que le brindan los sacerdotes a sus shibikanes himes) a Makina. Por esta razón, por eso decide ir a entrenar a las montañas a realizar el entrenamiento de sacerdote. Uno de los aspectos más interesantes resulta ser la verdadera procedencia de Oori. quien es en realidad el hijo de un shikabane.

- Tagami Keisei: Sacerdote Budista del clan Kougon que crio a Oori después de matar a la madre de este. Fundó un orfanato donde muchos niños viven ahora. Él conocía a la familia Hoshimura años atrás, y también conoció a Makina desde bebé, cuando la chica muere él hace el contrato para volverla shikabane hime y pelear junto a ella en su venganza, se da cuenta de que su hermano gana un cierto aprecio por Makina y en su lecho de muerte le traspasa el contrato. Su último deseo fue ver sonreír a Makina por última vez.

## Episodios
Aka:
| N.º | Título | Fecha de emisión original |
| --- | --- | ------------------------- |
| 1   | «La muerte baila» Transcripción: «Shi ga Mau» (en japonés: 死が舞う)                                                                             | 2 de octubre de 2008      |
| 2   | «El Juego Continua» Transcripción: «Yūgi no Tsuzuki» (en japonés: 遊戯のつづき)                                                                  | 9 de octubre de 2008      |
| 3   | «La voz de la noche» Transcripción: «Yoru no Koe» (en japonés: 夜の声)                                                                           | 16 de octubre de 2008     |
| 4   | «El Himno de la Tragedia» Transcripción: «Sanbika» (en japonés: 惨美歌)                                                                          | 23 de octubre de 2008     |
| 5   | «Monje Traidor» Transcripción: «Haishinsō» (en japonés: 背信僧)                                                                                  | 30 de octubre de 2008     |
| 6   | «Al final del Viaje Peligroso» Transcripción: «Yōsō no Hate» (en japonés: 妖走の果て)                                                            | 6 de noviembre de 2008    |
| 7   | «El falso poder de las palabras» Transcripción: «Nisegotodama» (en japonés: 偽言魂)                                                              | 13 de noviembre de 2008   |
| 8   | «Serenidad» Transcripción: «Yasuragi» (en japonés: 安らぎ)                                                                                       | 20 de noviembre de 2008   |
| 9   | «Haz que tu corazón se acelere» Transcripción: «Sono Mune ni Tokimeki wo» (en japonés: その胸にトキメキを)                                       | 27 de noviembre de 2008   |
| 10  | «Estrellas en el suelo» Transcripción: «Chi ni Hoshi» (en japonés: 地に星)                                                                       | 4 de diciembre de 2008    |
| 11  | «Una noche» Transcripción: «Aru Yoru» (en japonés: ある夜)                                                                                       | 11 de diciembre de 2008   |
| 12  | «Amanecer» Transcripción: «Yoake» (en japonés: 夜明け)                                                                                           | 18 de diciembre de 2008   |
| 13  | «Dependiendo de la ceremonia del funeral del monje del contrato» Transcripción: «Keiyakusō Kokubetsushiki Shidai» (en japonés: 契約僧告別式次第) | 25 de diciembre de 2008   |

Kuro:
| N.º | Título                                                                                                 | Fecha de emisión original |
| --- | --- | ------------------------- |
| 1   | «El Camino hacia la Luz» Transcripción: «Hikari no Michisuji» (en japonés: 光の道筋)                   | 1 de enero de 2009        |
| 2   | «Mi Enemigo» Transcripción: «Waga Teki» (en japonés: 我が敵)                                           | 8 de enero de 2009        |
| 3   | «Variante de Amor» Transcripción: «Itoshiki Igyō» (en japonés: 愛しき異形)                             | 15 de enero de 2009       |
| 4   | «La Figura de Itsuki» Transcripción: «Itsuki no Katachi» (en japonés: 異月の貌)                        | 22 de enero de 2009       |
| 5   | «Naturaleza y Lamentos» Transcripción: «Saga to Miren» (en japonés: 性と未練)                          | 29 de enero de 2009       |
| 6   | «Un Monstruo llamado Felicidad» Transcripción: «Kōfuku to Iu Kaibutsu» (en japonés: 幸福という怪物)    | 5 de febrero de 2009      |
| 7   | «Deseo Común» Transcripción: «Arifureta Nozomi» (en japonés: ありふれた望み)                           | 12 de febrero de 2009     |
| 8   | «Mi madre es Inmoral» Transcripción: «Waga Haha wa Kegare Tamaishi» (en japonés: 我が母は穢れたまいし) | 26 de febrero de 2009     |
| 9   | «El Valor de los Vivos» Transcripción: «Shōja no Kachi» (en japonés: 生者の価値)                       | 5 de marzo de 2009        |
| 10  | «Hacia el Final del Infierno» Transcripción: «Jigoku no Saki e» (en japonés: 地獄の先へ)               | 12 de marzo de 2009       |
| 11  | «108 Mentiras» Transcripción: «Hyakuhachi no Uso» (en japonés: 一〇八の嘘)                             | 19 de marzo de 2009       |
| 12  | «El Fin de un Cadáver» Transcripción: «Kabane no Hate» (en japonés: 屍の果て)                          | 26 de marzo de 2009       |
| OVA | «Como Humana» Transcripción: «Soredemo, Hito Toshite» (en japonés: それでも、人として)                 | 5 de agosto de 2009       |